# Kopeck
Le kopeck (en russe : копе́йка, prononcé « kopeïka ») est la subdivision du rouble ou de la hryvnia. Il  correspond à un centième d'une unité monétaire.
Plusieurs pays utilisent ou ont utilisé le kopeck comme sous-unité monétaire :
- Le tsarat de Russie, dès 1534 ; il est, en outre, divisé en 2 dengas[1] ;
- L'Empire russe avec le rouble impérial russe dès 1721 ;
- L'Union des républiques socialistes soviétiques avec le rouble soviétique, dès 1922 ;
- La fédération de Russie avec le rouble russe : il existe sous la forme de pièces argentées de 1 et de 5 kopecks et sous la forme de pièces dorées de 10 et de 50 kopecks ;
- La Biélorussie avec le rouble biélorusse : un billet de 50 kopecks a été mis en circulation le 25 mai 1992, retiré le 1er janvier 2001 et les monnaies de change ont été remis depuis 2017 ;
- L'Ukraine dont c'est la centième subdivision de la hryvnia ukrainienne depuis 1996 ;
- La Transnistrie (Moldavie) avec le rouble transnistrien.

Sa très faible valeur en Occident lui vaut les expressions « ne pas valoir/avoir/toucher un kopeck ».

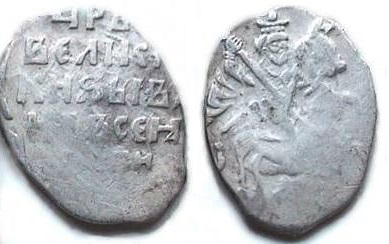
Kopeck d'argent émis sous Ivan le Terrible (revers et avers).
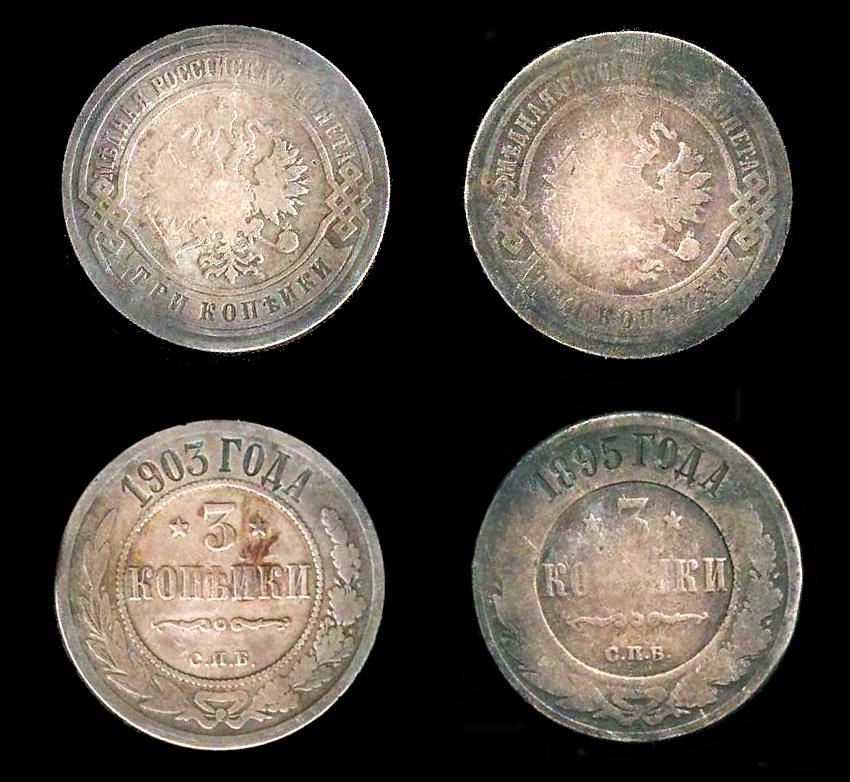
Empire russe - 3 kopecks - 1895, 1903.
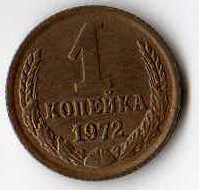
URSS - 1 kopek soviétique - 1972.
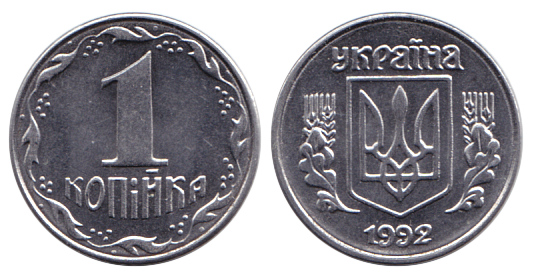
Ukraine - 1 kopeck - 1992.
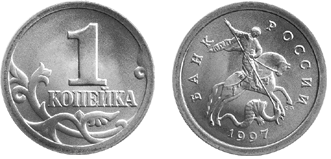
Russie - 1 kopeck - 1997.